# توبی آجالا
توبی آجالا (انگلیسی: Toby Ajala؛ زادهٔ ۲۷ سپتامبر ۱۹۹۱) بازیکن فوتبال اهل بریتانیا است.
از باشگاه‌هایی که در آن بازی کرده‌است می‌توان به باشگاه فوتبال هال سیتی، باشگاه فوتبال تورکی یونایتد، باشگاه فوتبال ای‌اف‌سی ویمبلدون، باشگاه فوتبال چلتنهام تاون، باشگاه فوتبال ولینگ یونایتد، باشگاه فوتبال بریستول سیتی، و باشگاه فوتبال هیز و یدینگ یونایتد اشاره کرد.